# 小行星137108
(137108) 1999 AN10 是一顆阿波羅族的近地小行星（NEA）。它於1999年1月13日被林肯近地小行星研究小組（LINEAR）發現。
在2027年8月7日，這顆近地小行星將以0.0026 AU（390,000 km；240,000 mi）（大約1月球距離）接近地球。當它最接近時，這顆小行星的視星等將達到7.3等，用雙筒望遠鏡就可以看見。
1999 AN10 的觀測弧長達58年，所以有非常確定的軌道。它是由安德列·多普勒和Arno Gnädig在回溯發現的影像中發現的。當1999 AN10僅有123天的觀測弧時，它在2039年返回時的軌道有千萬分之一的機會撞擊到地球。
在1946年8月7日，這顆小行星以0.00625 AU（935,000 km；581,000 mi）的距離接近地球，然後以0.00404 AU（604,000 km；376,000 mi）的距離掠過月球。

## 外部連結
- Orbital simulation （页面存档备份，存于） from JPL (Java) / Horizons Ephemeris （页面存档备份，存于）
- NASA JPL小天體瀏覽器上的小行星137108